# Плач виолине
Плач виолине (тур. Dudaktan kalbe) турска је телевизијска серија снимана од 2007. до 2009.
У Србији је 2013. и 2014. емитована на телевизији Прва.

## Синопсис
Иако је достигао светску славу поставши цењени композитор и виолиниста, маркантног Хусеина Кенана прогањају успомене из детињства: отац му је завршио у затвору због крађе, а након што је у ћелији извршио самоубиство, Кенан са мајком долази да живи код свог ујака, Саиб-паше. Годинама касније, композитор неће моћи да заборави понижења којима је био подвргнут док је живео у огромној кући, као ни ујаков презир. Исто тако, одлично се сећа романсе са Лејлом, коју је оставио јер је био убеђен да неће бити срећна са њим, а која се касније удала за његовог рођака Џемила.
Кенан је захваљујући свом раду стекао мноштво фанова, међу којима је и млада Ламија. Њен живот такође није био лак - после смрти родитеља сели се код рођака, који јој дају храну и кров над главом, али је све време третирају као служавку. Судбоносни сусрет Ламије и Кенана промениће живот обома. Иако осећају привлачност једно према другоме, Кенан је убеђен да је љубав само реч, те да никако не може да стигне „од усана од срца“. Упркос томе што млада и наивна Ламија губи главу за њим, Кенан ће одбити њену љубав, страхујући да би та веза могла да угрози његов углед и репутацију.
Нешто касније, Кенан склапа брак са Џавидан, моћном пословном женом, припадницом врло угледне породице. Ипак, „луди камен“ биће само почетак бола, интрига и преваре - када после неког времена Кенан поново дође у завичај, остаће омађијан лепотом симпатичне Ламије, која је у међувремену израсла у згодну жену. Виолиниста тада коначно признаје себи да је заљубљен и упушта се у аферу са њом. Међутим, његов рођак Џемал такође је заинтересован за Ламију - иако је у почетку био огорчен, завидан и горд човек, након женине смрти и очараности младом лепотицом, потпуно се мења...

## Сезоне
| Сезона | Сезона | Број епизода (н / и)           | Приказивање у Турској                | Приказивање у Србији                         |
| ------ | ------ | ------------------------------ | ------------------------------------ | -------------------------------------------- |
|        | 1      | 41 / 82 (1 – 41) / (1 — 82)    | 2. септембар 2007 — 16. јун 2008. () | 24. јун — 25. септембар 2013. (Прва)         |
|        | 2      | 34 / 68 (42 – 75) / (93 — 150) | 2. септембар 2008 — 26. мај 2009. () | 25. септембар 2013 — 19. јануар 2014. (Прва) |

## Улоге
| Глумац:            | Улога:            |
| ------------------ | ----------------- |
| Асли Тандоган      | Ламија Сонмез     |
| Бурак Хак          | Хусејин Кенан Гун |
| Јигит Озшенер      | Џемил Пашазаде    |
| Озге Оздер         | Џавидан Меричоглу |
| Фадик Севин Атасој | Лејла Пашазаде    |
| Ајтен Сојкок       | Енисе             |
| Коксал Енгур       | Саит Пашазаде     |
| Гузин Алкан        | Макбуле Коксал    |
| Јавуз Сепетчи      | Кемал Коксал      |
| Гозде Кансу        | Нимет Башар       |
| Салахсун Хекимоглу | Вефик Меричоглу   |